# Stéphane Krause
 (juin 2024).
Chaque information importante d'un article doit être vérifiable, en s'appuyant sur une référence à une source fiable. Mais dès lors que cette exigence est remplie, multiplier les références pour une même information dissuade le lecteur de vérifier ces trop nombreuses sources en donnant du même coup le sentiment d'une volonté promotionnelle de s'approprier l'article. 

Stéphane Krause, né le 22 octobre 1968 à Paimpol dans les Côtes d’Armor 22, est un nageur en eau libre français, connu notamment pour ses nages extrêmes dans les tempêtes, les fortes houles, déferlantes ou dans des zones à risque (roches, courants…),,.
Trois types de nages: 
Des longues distances (traversées ou tours d’îles), des nages pour honorer de beaux endroits et des nages dans des conditions extrêmes.
Dès son plus jeune âge, il pratique les sports de glisse, mer et montagne, notamment la planche à voile funboard, le surf, la voile et le snowboard. Aujourd'hui, il se consacre essentiellement à la nage en eau libre, au ski de randonnée et ski pente raide
Nommé ambassadeur Sports de la Ville de Quiberon en 2021, il valorise la beauté de la presqu'île et exporte Quiberon à travers ses aventures. En 2025, l'auteur Gilles Bornais lui consacre un chapitre, "L'Homme-tempête" dans son livre "Les aventuriers de la nage, Des évadés d'Alcatraz aux héros de la Manche, Paris, Éditions du Rocher. "Cet ouvrage détaille l'histoire de la nage extrême et de ses héros" 2025  (ISBN 978-2-268-11193-3).
Le 31 mai 2025, il est nommé parrain de l'unité des nageurs-sauveteurs des marins-pompiers de la Base Navale de Brest. Cette unité de sauveteurs d'élite de la Marine Nationale participent à la sauvegarde de la vie humaine en Atlantique, en Manche et en mer du Nord.
Professeur de Sport, Cadre Technique National à la Fédération Française de Voile, il entraîne l’équipe de France Funboard,,,, dirige le Pôle Espoirs Inshore et course au large Bretagne et intervient également au Pôle France Course au large de Port La Forêt. Sa carrière d'entraîneur est notamment marquée par plusieurs titres de champion du Monde, d'Europe et de France en funboard et une victoire au Tour Voile 2023 avec l'Equipe Bretagne Jeune Habitable,.

## Philosophie
Ses nages ou ce qu'il décrit comme ses "aventures du quotidien" font souvent l'objet de vidéos qu'il publie et qu'il signe "Bleu Blanc Libre... dans ce Monde hors du monde". Bleu comme la mer, blanc comme la montagne et libre d'évoluer dans ces espaces de liberté.
A travers ses défis du quotidien, il valorise un mode de vie centré sur l'optimisation du présent dans une dimension écologique et humaine. Se lancer des défis, se surpasser et aller au bout de soi… l'effort a pour lui un lien fort avec l'émerveillement. En réalisant un effort, il mérite, il honore le lieu, la vue et les sensations que lui offre la nature,. Il assimile ses défis à des "cicatrices de bonheur" qui jalonnent sa vie: fournir un effort qui peut être difficile, qui peut faire mal mais qui dans son aboutissement lui procure du bien-être. Pas de compétition, pas de comparaison, simplement être seul face à lui-même et à l'environnement, il se définit comme un "nageur libre". Il rappelle également que la notion de peur est bien présente sinon c'est de la folie. La peur est un garde fou qui responsabilise et oblige à bien préparer ses nages en analysant tous les paramètres environnementaux et à être en hyper-veille lors de la nage. La difficulté est le contrôle de cette peur pour ne pas perdre sa lucidité, s'effondrer physiquement et se noyer.
Ses publications sur les réseaux sociaux ou dans le cadre d'interviews veulent transmettre le message de vivre dans le présent et se nourrir du présent en prenant le temps d'apprécier chaque instant. Il incite à saisir les opportunités de bonheur mais aussi préparer soigneusement les défis pour en diminuer les risques.
Que chaque jour soit une réussite par une nage, un défi, une marche, un travail bien réalisé, un coucher de soleil, une discussion… Il aime partager ses valeurs sur les réseaux pour enrichir chacun et s'enrichir des autres, de la beauté de la vie, de l'immensité des possibles en ayant une vision positive du Monde.

## Nageur en eau libre
Pratiquant la natation depuis ses années de lycée, il s’y remet en 2017 à la suite de problèmes de genoux ne lui permettant plus de pratiquer la course à pied pour sa préparation physique. Tout d’abord en piscine l’hiver, puis il se passionne pour la nage en mer. Il réalise en septembre 2019 un swim and trek en solo intégral en Croatie, nageant 26 km entre les îles et marchant 100 km dans les îles croates.
Opéré du genou droit en mai 2020, il devient le premier nageur à effectuer le tour de la Presqu’île de Quiberon (25 km) le 13 août 2020,. Un mois plus tard, le 15 septembre 2020, il effectue la traversée de Belle-Ile à Quiberon, (17 km).
Il s’entraîne toute l’année sur la presqu'ile de Quiberon, notamment sur la Côte Sauvage où les conditions peuvent être extrêmes, fortes houles, tempêtes, déferlantes. Il s’aventure dans les grottes, arches, failles et couloirs rocheux ou aux pieds de falaises vertigineuses, en solo souvent dans des conditions extrêmes. Nageur libre, il enchaîne les nages en solo sans assistance en France et à l'étranger comme le passage du Raz de Sein, les falaises d’Etretat,, la pointe de Corbière (Jersey), le tour de Port Cros ou de l’Ile de Brehat, etc.
En 2023, le 19 et 20 avril, il réalise par deux fois le tour du Mont-Saint-Michel,,,, dans le cadre d’un portrait pour l’émission Thalassa.
Le 10 juin 2023, il emmène pour une nage Ludovic Maugé atteint d'un lymphome rare dû à l'exposition au Glyphosate pendant sa carrière de paysagiste. L'objectif de cette nage, en plus d'offrir à Ludovic Maugé la possibilité de retrouver l'eau et de se lancer un défi, était de montrer que malgré la maladie, le handicap, les aléas de la vie, on peut continuer à faire des choses. Stéphane voulait également mettre en avant ces héros du quotidien qui chaque jour lèvent des montagnes pour survivre et vivre! Le 16 juillet 2025, il réitère une nage symbolique avec Ludovic sur la grande plage de Quiberon, pour témoigner et alerter sur la toxicité du glyphosate à la suite de la loi Duplomb qui réautorise les pesticides.
Connu pour ses nages extrêmes dans les tempêtes, il a à son palmarès de nombreuses nages dans des conditions fortes. Le jeudi 2 novembre 2023, il réalise à Quiberon une nage au cœur de la tempête Ciaran dans des vents de 60 nœuds et une houle de 6 mètres,,. En 2024, il réitère l'exploit dans une des plus fortes tempêtes de la décennie, la tempête Caetano, dans des vents de 60 à 70 noeuds et une houle de 5 mètres.

## Performances

### 2013
Août 2013: Madagascar descente Mer Emeraude en Paddle

### 2014
15 décembre: Windsurf au milieu de l'Atlantique
Décembre: Traversée Atlantique à la voile en équipage (Canaries-Martinique)

### 2019
23 au 27 septembre: Swim and Trek Croatie, solo sans assistance, nage d’îles en îles 26km et 100km rando,

### 2020
15 septembre: Traversée Belle-Ile en Mer – Quiberon en solo avec assistance, 17km,
13 août: Tour de la Presqu'île de Quiberon en solo avec assistance 25km500,

### 2021
25 novembre: Falaises Etretat, solo sans assistance, 3km,
19, 20, 21 et 22 octobre: "Ibiza, 4 jours, 4 nages"
- 19 octobre: Cala Comte - tour de Isla sa Conillera, Ibiza, solo sans assistance, 9 km
- 20 octobre: Les 3 caps, En Valls, Prima et Pinot, Ibiza, solo sans assistance, 7 km
- 21 octobre:  Punta des Moscarter, Ibiza, solo sans assistance, 8 km
- 22 octobre: Isla de Er Vedra, Ibiza, solo sans assistance, 9 km

26 septembre: Guernesey, Côte Ouest de l’Ile, solo sans assistance, 14 km
3, 4, 5 août: "3 jours 3 univers": 
- 3 août: Ile d'Oléron – Fort Boyard A/R, solo sans assistance, 6km200.
- 4 août: Calanques de Cassis, solo sans assistance, 10km200,
- 5 août: Gorges du Verdon, solo sans assistance, 10km[46]

12 juillet: Portivy – Ile de Teviec, solo avec assistance, 7km400
3 juillet: Tour des remparts de Saint Malo, solo sans assistance, 5km800
4 juin: Gruissan – Port La Nouvelle A/R, solo sans assistance, 20km
15 Mai: Descente Ria d'Etel, solo avec assistance, 13km,
17 avril: Côte Sauvage Quiberon, solo sans assistance, 10km
4 avril: Port Haliguen - Port Maria, solo sans assistance, 7km600
20 mars: Traversée Giens - Porquerolles, solo avec assistance, 3,7km
6 février: Tempête Justine Quiberon

### 2022
12 novembre: La pointe de Corbière, Jersey, solo sans assistance, 3km600
6 novembre: Ouragan Martin Côte Sauvage Quiberon, solo sans assistance, vagues déferlantes 3 à 4 mètres, 30-40 nœuds de vent
1er novembre: Tempête Claudio Côte Sauvage Quiberon, solo sans assistance, vagues déferlantes 2 à 3 mètres, 30-40 nœuds de vent
24 octobre: Tempête Armand Côte Sauvage Quiberon, solo sans assistance, vagues déferlantes 2 à 3 mètres, 30 à 50 nœuds de vent
10 octobre:  Descente du Trieux (Pontrieux à Loguivy de la Mer), solo avec assistance, 18 km 740,
25 et 26 août:  Mission 2 jours: 2 sommets,1 nage. Pic Couttet 2764m, Lac Grand Domenon 2385, Aiguille de la Grande Sassiere 3752m, solo sans assistance.
9 juillet: Passage du Raz de Sein, solo sans assistance, 5km600
15 juin: Tour de l'Île de Brehat, solo avec assistance, 11 km 500,
31 mai: Lac de Guerledan, solo sans assistance, 11km
24 mai: Passage de la Pointe de Dinan, Presqu’île de Crozon, solo sans assistance, 5km600
8 avril: Falaises Seven Sisters, Angleterre, Seaford head, solo sans assistance, 4km
24 mars: Tour Ile de Port Cros, solo sans assistance,13km300
18 mars: Baie de l'Almanarre A/R, Presqu'île de Giens, Hyères, solo sans assistance, 9km

### 2023
2 novembre: Tempête Ciaran, Grande Plage Quiberon, 6 mètres de houle, 50-60 nœuds de vent,,,,
29 octobre: Tempête Céline, Grande Plage Quiberon, 5 mètres de houle, 40-50 nœuds de vent
15 octobre: Tour de la Pointe de Bilfot et les îles du Petit Mez et du Mez de Goelo, solo sans assistance, 4km800
19 août: Tour de l'Ile Madame depuis Port des Barques, Charente Maritime, solo sans assistance, 6km500
4 août: Chateau de Chenonceau, solo sans assistance, 3km
3 août, Tempête Patricia Pointe de Beg En Aud, côte sauvage Quiberon, 3mètres de houle, 35-45 nœuds de vent
28 juillet:  Ascension et nage dans le plus haut lac français,,, lac sans nom 3101m
5 juin: San Juan de Gaztelugatxe, Espagne, solo sans assistance, 6km500
19 et 20 avril: Tour Mont-Saint-Michel en solo avec assistance,,,,,
31 mars: Tempête Mathis Grande Plage Quiberon, 5 mètres de houle, 35-45 nœuds de vent

### 2024
7 avril: Tour du Cap Fréhel, solo sans assistance, 4km,,
24 mai: Passage de la Pointe du Pen Hir à contre courant, Camaret-sur-Mer, solo sans assistance, 4 km
21 juillet: De l'Ile Grande à l'Ile Rouzic (Archipel des Sept Iles), solo avec assistance, 16 km
26 septembre: Tempête Aitor Côte sauvage Quiberon, 2,50 mètres de houle, 30-40 nœuds de vent
21 novembre: Tempête Caetano Grande Plage Quiberon, 4 mètres de houle, 60 nœuds de vent
24 novembre: Tempête Bert Grande Plage Quiberon, 3 mètres de houle, 40 nœuds de vent

### 2025
1er mai: Tour de l'île d'Hoëdic, solo sans assistance, 10km500
26 juin: Traversée de Camaret-sur-Mer au Phare du Petit Minou, solo assisté par les marins-Pompiers de Brest, 8km500